# Arctostaphylos
Arctostaphylos is een geslacht van struikachtige planten en kleine bomen uit de heidefamilie (Ericaceae). Het geslacht kent circa zestig soorten.
De geslachtsnaam is afkomstig van het Oudgriekse ἄρκτος, arktos = beer en σταφυλή, staphulē = druif, oftewel berendruiven.
De soorten worden gekarakteriseerd door een gladde, oranje of rode schors en stijve, gedraaide takken. Ze lopen uiteen van laagblijvende soorten die aan kusten en in bergen voorkomen tot 6 m hoge bomen. De meeste soorten zijn groenblijvend (een soort is bladverliezend). Ze hebben ovale, 1-7 cm lange bladeren. De bladeren zijn spiraalsgewijs aan de stengel bevestigd. De bloemen zijn klokvomig, wit of zachtroze en staan in groepjes van twee tot twintig bijeen. De bloei valt in het voorjaar. De vruchten zijn kleine besjes, die in de zomer of herfst rijp zijn. Sommige soorten hebben eetbare bessen.
De drie soorten Arctostaphylos alpina, A. rubra en A. uva-ursi (berendruif) zijn bestand tegen arctische of subarctische klimaten en hebben een circumpolaire verspreiding over Noord-Amerika, Azië en Europa, waar ze ook voorkomen in berggebieden tot in de Pyreneeën. De berendruif komt zelfs in Nederland voor, maar alleen op Terschelling.
Vertegenwoordigers van dit geslacht die als groenblijvende planten voorkomen in Noord-Amerika, onder andere in de chaparral, worden ook wel manzanita's genoemd.

## Taxonomie
Volgens Philip V. Wells in The Jepson Manual en andere bronnen, is er een onderverdeling in twee ondergeslachten:
- Ondergeslacht Micrococcus
  - Sect. Micrococcus
    - Arctostaphylos mendocinoensis
    - Arctostaphylos myrtifolia
    - Arctostaphylos nissenana
    - Arctostaphylos nummularia
- Ondergeslacht Arctostaphylos met 3 secties:
  - Sect. Arctostaphylos
    - Arctostaphylos alpina (alpenberendruif)
    - Arctostaphylos bakeri
    - Arctostaphylos densiflora
    - Arctostaphylos edmundsii
    - Arctostaphylos gabrielensis
    - Arctostaphylos glauca
    - Arctostaphylos hispidula
    - Arctostaphylos hookeri
    - Arctostaphylos insularis
    - Arctostaphylos klamathensis
    - Arctostaphylos manzanita (gewone manzanita)
    - Arctostaphylos mewukka
    - Arctostaphylos nevadensis
    - Arctostaphylos parryana
    - Arctostaphylos patula
    - Arctostaphylos pumila
    - Arctostaphylos pungens
    - Arctostaphylos rudis
    - Arctostaphylos stanfordiana
    - Arctostaphylos uva-ursi (berendruif)
    - Arctostaphylos viscida

  - Sect. Foliobracteata
    - Arctostaphylos andersonii
    - Arctostaphylos auriculata
    - Arctostaphylos canescens
    - Arctostaphylos catalinae
    - Arctostaphylos columbiana
    - Arctostaphylos confertiflora
    - Arctostaphylos cruzensis
    - Arctostaphylos glandulosa
    - Arctostaphylos glutinosa
    - Arctostaphylos hooveri
    - Arctostaphylos imbricata
    - Arctostaphylos luciana
    - Arctostaphylos malloryi
    - Arctostaphylos montaraensis
    - Arctostaphylos montereyensis
    - Arctostaphylos morroensis
    - Arctostaphylos nortensis
    - Arctostaphylos obispoensis
    - Arctostaphylos osoensis
    - Arctostaphylos otayensis
    - Arctostaphylos pajaroensis
    - Arctostaphylos pallida
    - Arctostaphylos pechoensis
    - Arctostaphylos pilosula
    - Arctostaphylos purissima
    - Arctostaphylos refugioensis
    - Arctostaphylos regismontana
    - Arctostaphylos silvicola
    - Arctostaphylos tomentosa
    - Arctostaphylos virgata
    - Arctostaphylos viridissuma
    - Arctostaphylos wellsii

  - Sect. Pictobracteata
    - Arctostaphylos pringlei

Synoniemen
- Arctostaphylos bicolor wordt beschouwd als synoniem van Xylococcus bicolor
- Arctostaphylos crustacea wordt beschouwd als synoniem van Arctostaphylos tomentosa subsp. crustacea

Zie ook het nauw verwante geslacht Comarostaphylis, vroeger vaak als deel van dit geslacht gezien.

## Tuin
Kweek is in het algemeen lastig door schimmelziekten, verzouting en verzuring. Sommige cultivars zijn gemakkelijker te kweken dan de oorspronkelijke soorten.